# أفريم تاكو
أفريم تاكو (بالألبانية: Afrim Taku‏) (4 أغسطس 1989 بتيرانا في ألبانيا - ) هو لاعب كرة قدم ألباني في مركز الوسط. شارك مع منتخب ألبانيا لكرة القدم. أما مع النوادي، فقد لعب مع نادي تيرانا وSK Skrapari ‏.

## وصلات خارجية
- أفريم تاكو على موقع الاتحاد الأوربي (الإنجليزية)
- أفريم تاكو على موقع قاعدة بيانات كرة القدم.إي يو (الإنجليزية)
- أفريم تاكو على موقع Soccerway.com (الإنجليزية)
- أفريم تاكو على موقع عالم كرة القدم.نت (الإنجليزية)